# Schlacht bei den Liparischen Inseln
Agrigent – Mylae – Liparische Inseln – Sulci – Tyndaris – Kap Ecnomus – Aspis – Adys – Tunes – Kap Bon – Panormus – Drepana I – Drepana II – Ägatische Inseln
Die Schlacht bei den Liparischen Inseln im Jahr 260 v. Chr. war das erste Zusammentreffen zwischen den Flotten der römischen Republik und Karthagos im Ersten Punischen Krieg. Das Ergebnis dieses Hinterhalts, der kaum als Schlacht bezeichnet werden kann, war ein karthagischer Sieg.

## Hintergrund
Nach den Erfolgen auf Sizilien, zum Beispiel in der Schlacht von Agrigent, hatten die Römer genügend Selbstvertrauen, um eine Flotte zu bauen und auszurüsten, die es ihnen erlauben sollte, das Mittelmeer zu beherrschen. Die Republik beauftragte und baute eine Flotte von rund 150 Quinqueremen und Triremen in der Rekordzeit von zwei Monaten.
Der Patrizier Gnaeus Cornelius Scipio, der Seniorkonsul des Jahres, übernahm das Kommando der ersten 17 fertiggestellten Schiffe, die in Messana gebaut und zu Wasser gelassen worden waren, um die Landung der Flotte in Sizilien vorzubereiten.

## Verlauf
Als Scipio die Meerenge erreichte, erhielt er die Information, der karthagische Stützpunkt von Lipari beabsichtige, auf seine Seite überzulaufen. Das folgende Ereignis wird üblicherweise als „karthagischer Verrat“ bezeichnet. Die Quellen geben hierzu jedoch kaum Einzelheiten preis und sind im Allgemeinen prorömisch eingestellt. Tatsache ist, dass der Konsul der Versuchung nicht widerstehen konnte, eine wichtige Stadt kampflos zu übernehmen, und nach Lipara segelte.
Als die Römer mit ihren brandneuen Schiffen in den Hafen einfuhren, wartete ein Teil der karthagischen Flotte unter Hannibal Gisko, dem in Agrigent geschlagenen General, und Boodes im Hinterhalt. Boodes ließ mit rund 20 Schiffe den Hafen und damit die Römer blockieren. Scipio und seine Männer leisteten kaum Widerstand. Die unerfahrenen Mannschaften flohen an Land und der Konsul selbst wurde gefangen genommen. Sein Verhalten brachte ihm das pejorative Cognomen Asina, die Eselin, ein. Der verunglimpfende Spottname Esel und insbesondere Eselin standen in Rom für Dummheit und Triebhaftigkeit.
Der Lipara-Zwischenfall beendete weder den Ersten Punischen Krieg noch Scipios Karriere. Kurze Zeit später rächte der Juniorkonsul Gaius Duilius mit dem Rest der Flotte die Erniedrigung in der Schlacht von Mylae.